# Da capo (Band)
da capo ist eine deutsche Krautrockband aus Fürth, Bayern. Sie benannten sich nach der gleichnamigen LP der US-Gruppe Love. Diese Platte erschienen 1967 und begeisterte die Gruppe so sehr, dass sie den Titel zu ihrem Namen machten – obwohl der italienische Begriff „Zugabe“ bedeutet und es bei ihrer Gründung noch kein da capo geben konnte. Der erste Auftritt von da capo war am 6. Januar 1970.

## Geschichte

### Gründung
Die Gründungsmitglieder waren Peter Treiber (Gitarre und Gesang), Peter Wiesner (Bass und Gesang) und Gerhard Lorenz (Schlagzeug). Einige Zeit später kam als vierter Mann Peter Stanek (Gitarre und Gesang) hinzu; hinter das Schlagzeug setzte sich Jens Teichmann, der es Anfang 1971 Alfred Urban überließ.

### Die einzige Langspielplatte
Alle vier Bandmitglieder verspürten Anfang der 1970er Jahre den Drang, eine Langspielplatte zu veröffentlichen – und zwar mit eigenen Stücken. Sie versuchten es erst gar nicht bei einem Label unterzukommen, sondern nahmen alles selbst in die Hand.
Vom 26. bis zum 28. Dezember 1971 nahmen sie im Erlanger CPM-Studio von Gunter Tannhäuser sieben Stücke im Zweispurverfahren auf. Die Musikrichtung ist zwar echter Underground, lehnt sich mit seinen Westcoast-Anklängen aber stark an die amerikanischen Vorbilder an, klingt also kaum nach Deutsch-Rock.
Die Hülle gestaltete Bernhard Küspert, der zusammen mit Wolfgang Reinmann die Anlage von da capo betreute. Gefertigt wurde sie in der Druckerei, in der Alfred Urban arbeitete. Die Platte selbst gaben sie bei „Tempo“ in Pullach bei München, incl. Konfektionierung, in Auftrag. Anfang April 1972 erhielten sie 452 Exemplare für 1.426,35 DM.
Vom Klang allerdings war die Band bitter enttäuscht, ein Umtausch war jedoch nicht möglich. Also mussten sie das Album im Eigenvertrieb verkaufen. Die ersten hundert Stück verkauften sie für je zwanzig Mark, hauptsächlich bei ihren Auftritten. Einige wurden im Freundeskreis verschenkt. Auf dem Nürnberger Trempelmarkt boten sie die Platte für drei Mark an und schafften es, an einem Tag achtzig Stück zu verkaufen. Was übrig war – etwa die Hälfte der Auflage – warfen sie in den Müll, denn im Grunde schämten sie sich für das Werk.

### Das vorläufige Ende
Als Schlagzeuger konnte sich bei da capo niemand lange halten. Nach Alfred Urban, der im Frühjahr 1972 ausstieg, versuchten sich dort noch mehrere andere, darunter auch Raphael Maldonado aus den USA. 1974 trennte sich da capo.

### Wiedervereinigung / die Neuauflage der Langspielplatte
Mitte der siebziger Jahre trafen sich bei der von Peter Treiber und Alfred Urban gegründeten Band „Make up“ nach und nach alle vier ehemaligen Mitwirkenden von der da capo-LP wieder und spielten bis 1978 eigenen, progressiven Rock, allerdings von der eher melodischen Art.
1988 nahm ein neu gegründetes Label aus dem Raum Regensburg Verbindung zu den Musikern auf und erwarb für einen bestimmten Zeitraum die Veröffentlichungsrechte. Als Bonus-Track wurde das bis dahin unveröffentlichte Stück Marihuana verwendet. Die Platte erschien Ende des Jahres 1988 als „Little Wing of Refugees LW 1001“, mithin als erste Veröffentlichung dieses Labels. Allerdings wurde, wie bei Little Wing üblich, die Hülle neu gestaltet.
Die nächsten 16 Jahre tat sich nichts mehr: Erst 2004 gab es eine weitere und rechtmäßige Neuausgabe (Amber Soundroom AS LP 031) auf Langspielplatte. Wieder mit dem gleichen Zusatzstück, diesmal aber endlich in der ursprünglichen Hülle mit neuem Beiblatt.
Bei „Garden of Delights“ erschien im Jahre 2005 eine CD (109) mit dem Bonus-Track Marihuana und einem aufwendigen Booklet. 2007 feierte die Stadt Fürth ihr 1000-jähriges Bestehen und da capo läutete an Silvester 2006 zusammen mit anderen Bands in der Fürther Innenstadt dieses Ereignis ein. Das aktive Trio, mit Peter Treiber, Peter Wiesner und Peter Stanek, engagierte einen jungen Schlagzeuger (Flo Schmitt) und bat Alfred Urban, bei dem Stück Love wieder zurückzukehren.
Danach wurde es wieder ruhig um da capo. Mit Hilfe von Peter Treibers Sohn Philipp (PhilT) wurde 2008 bis 2010 der Grundstein für eine neue Produktion gelegt: 26 minutes out of walhalla. Als besonderes Schmankerl wurde die komplette LP aus dem Jahre 1971 als Bonus veröffentlicht. Diese CD erschien bei Alfred Urbans Musikverlag „Happy Time“ und wurde am 29. November 2010 anlässlich des 40-jährigen Bandbestehens „live“ im Rundfunkmuseum Fürth vorgestellt. Mit Unterstützung von PhilT und Gerhard Kapp präsentierte da capo ein „live acoustic-set“.

## Diskografie
- 1972: da capo (LP/CD; Eigenveröffentlichung; Wiederveröffentlichung bei Little Wing of Refugees 1988, bei Amber Soundroom 2004, bei Garden of Delights 2005)
- 2010: 26 Minutes Out Of Walhalla + Bonus Tracks bei HT Music